# Harrachovy kameny
Die Harrachovy kameny (deutsch: Harrachsteine) liegen im westlichen Böhmischen Kamm des Riesengebirges 700 Meter östlich des Kotel. Nach Süden bricht der Berg steil in die Kesselgrube ab, nach Norden flach zur Pantschewiese. Im Südosten schließt sich der Kamm der Goldhöhe (Zlate navrsi) an, der bis zum Medvedin reicht. Auf dem Kamm des Herrachsteines liegt in 1402 Meter Höhe die Vrbatova Bouda. Von hier führen Wanderwege über den Gipfel nach Rokytnice oder über die Pantschewiese zur Elbquelle.

## Nahegelegene Gipfel
| Sokolnik      |                | Vysoká pláň |
| Lysá hora     | Kompass        |             |
| Vlčí hřeben S | Vídeňská skála | Mechovinec  |